# 패총

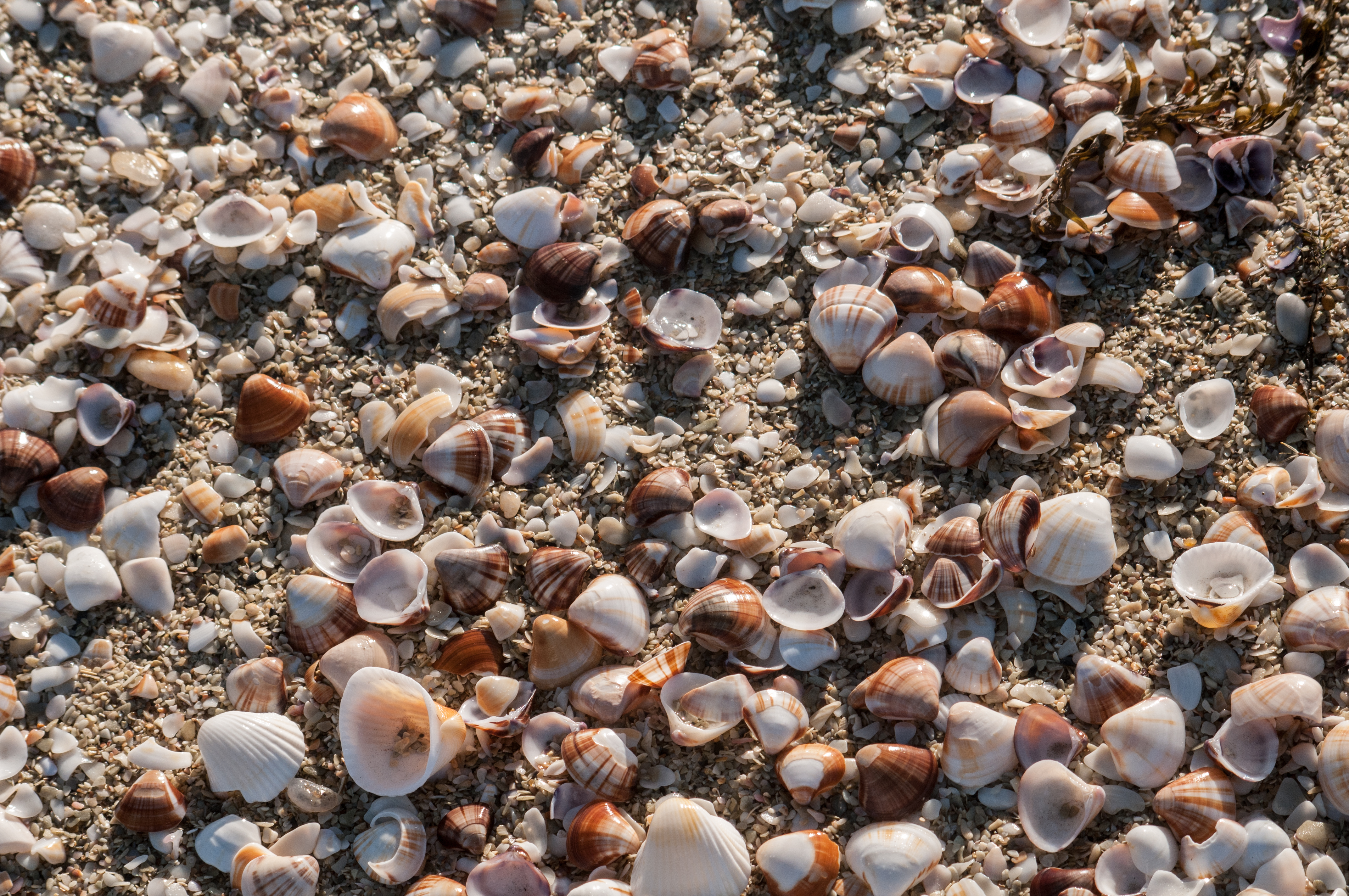
패총

패총(貝塚, Midden)은 사람이 먹은 조개의 빈 조개껍질이 바닷가나 호숫가에 퇴적되어 있는 유적이다. 조개무지, 조개무덤이라고도 부른다.
패총은 동물 뼈나 똥, 식물성 물질, 연체동물 껍데기, 토기 조각, 석기 (특히 돌조각), 그 외 과거 인류가 거주했던 흔적과 관련된 유물 및 생태유물로 구성될 수 있다.

## 개요
패총 유구는 과거 사회의 식단과 습관을 연구하려는 고고학자들에게 유용한 자료가 된다. 축축하고 산소가 부족한 환경의 패총은 일상생활의 잔해가 쌓이면서 유기물이 보존될 수 있다. 개개의 투기 행위는 해당 투기와 관련된 활동에 따라 다른 물질 혼합물을 기여할 것이다. 퇴적 과정 동안 퇴적물질도 퇴적된다. 바람과 물부터 동물의 굴착에 이르기까지 다양한 메커니즘은 계절 및 기후 정보를 제공하기 위해 분석될 수 있는 기반을 형성한다. 일부 패총에서는 개별 물질 덩어리를 식별하고 분석할 수 있다.
패총은 생활유적이기 때문에 조개껍질 이외에 토기, 석기도 출토되지만 조개껍질의 칼슘성분이 토양을 중화하여 유기 성분의 고고유물을 보호해주기 때문에 사람의 뼈, 동물의 뼈, 골각기(骨角器) 등이 다수 출토되었다. 패총은 문자가 없었던 사회를 연구하는 사료로서 중요시 되고 있다.
패총의 연구는 19세기 후반에 덴마크에서 시작되었다. 패총은 세계 각지에서 발견되었으며, 발견 전까지는 자연퇴적으로 만들어진 것이라고 추측되어왔으나 조개껍질 이외에도 동물의 뼈나 석기, 토기가 발견되었기 때문에 사람의 음식물 찌꺼기가 모여있는 것이라고 인정되기 시작했다. 덴마크어 køkkenmødding (주방 더미)는 현재 국제적으로 사용된다. 영어 "midden" (폐기물 더미)는 현대 덴마크어의 뿌리가 된 동일한 고대 노르드어에서 유래했다.

## 특징

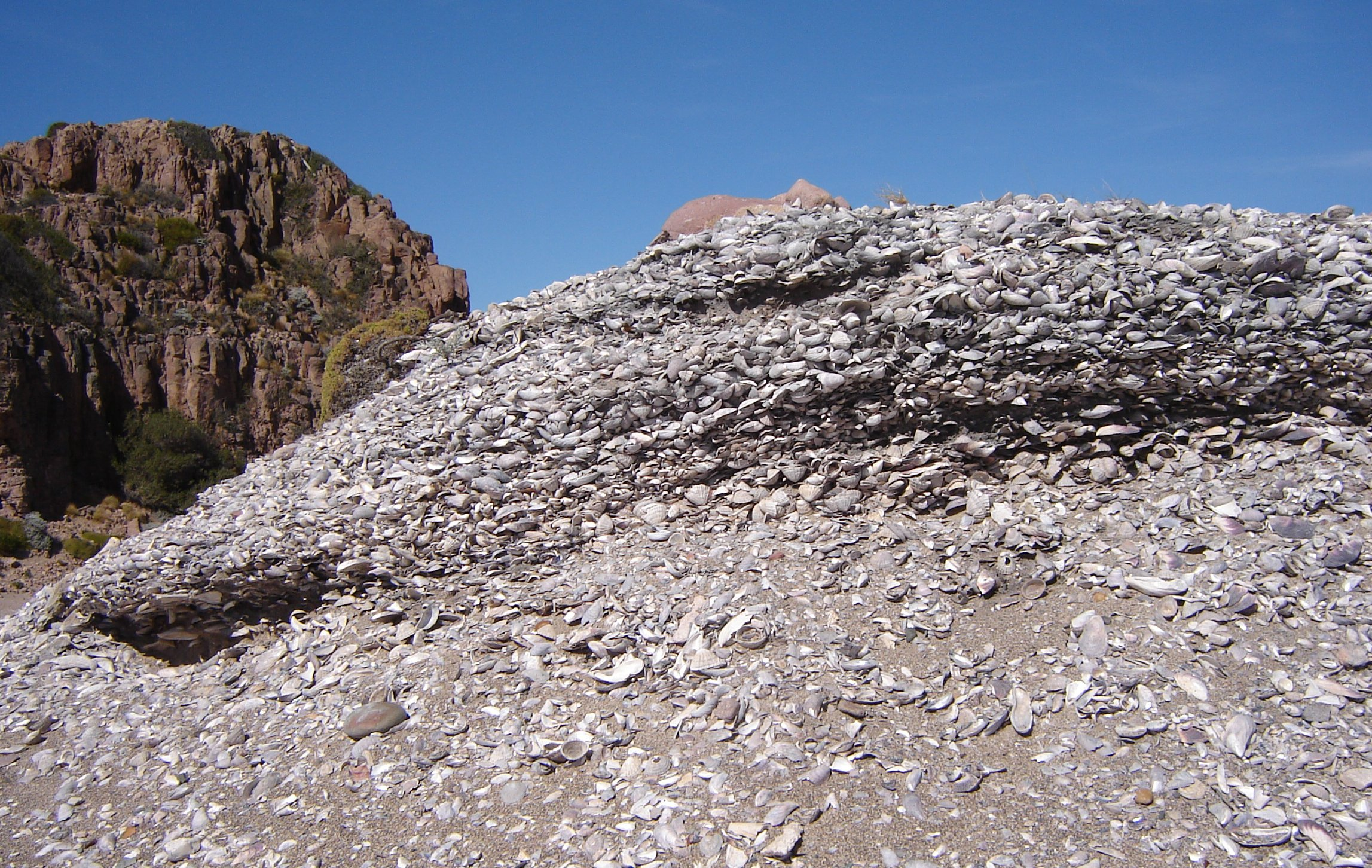
산타크루스주 (아르헨티나) 남쪽의 패총 근접 사진

원시인이 버린 조개껍질이 다량으로 퇴적된 장소로, 중석기시대에서 신석기시대에 걸쳐서 해안 가까이에 형성되었다. 유럽에서는 포르투갈에서 발트해 연안에 걸친 지역, 남아프리카·북아메리카 동해안, 태평양 연안, 아시아에서는 한국·일본 등의 각지에 있다.
원시인이 어로나 수렵·채집한 식물의 잔해(수골·어골·다량의 조개 껍질·식물의 종자) 파손된 도구(석기·토기·골각기)가 층을 이루어 퇴적하고, 매장된 인골·주거의 자리도 그 속에 포함되어 있다.
덴마크 에르테뵐레 문화(신석기시대)의 패총은 패층(貝層)의 두께가 1 2m나 되며, 바다표범·돌고래·바다제비·어골·해조골·굴껍질·골제의 낚시 바늘 소공문(小孔紋)이 있는 토기, 석제의 사다리꼴 편평부(扁平斧), 가래 등이 많이 출토되었다.

### 조개껍데기

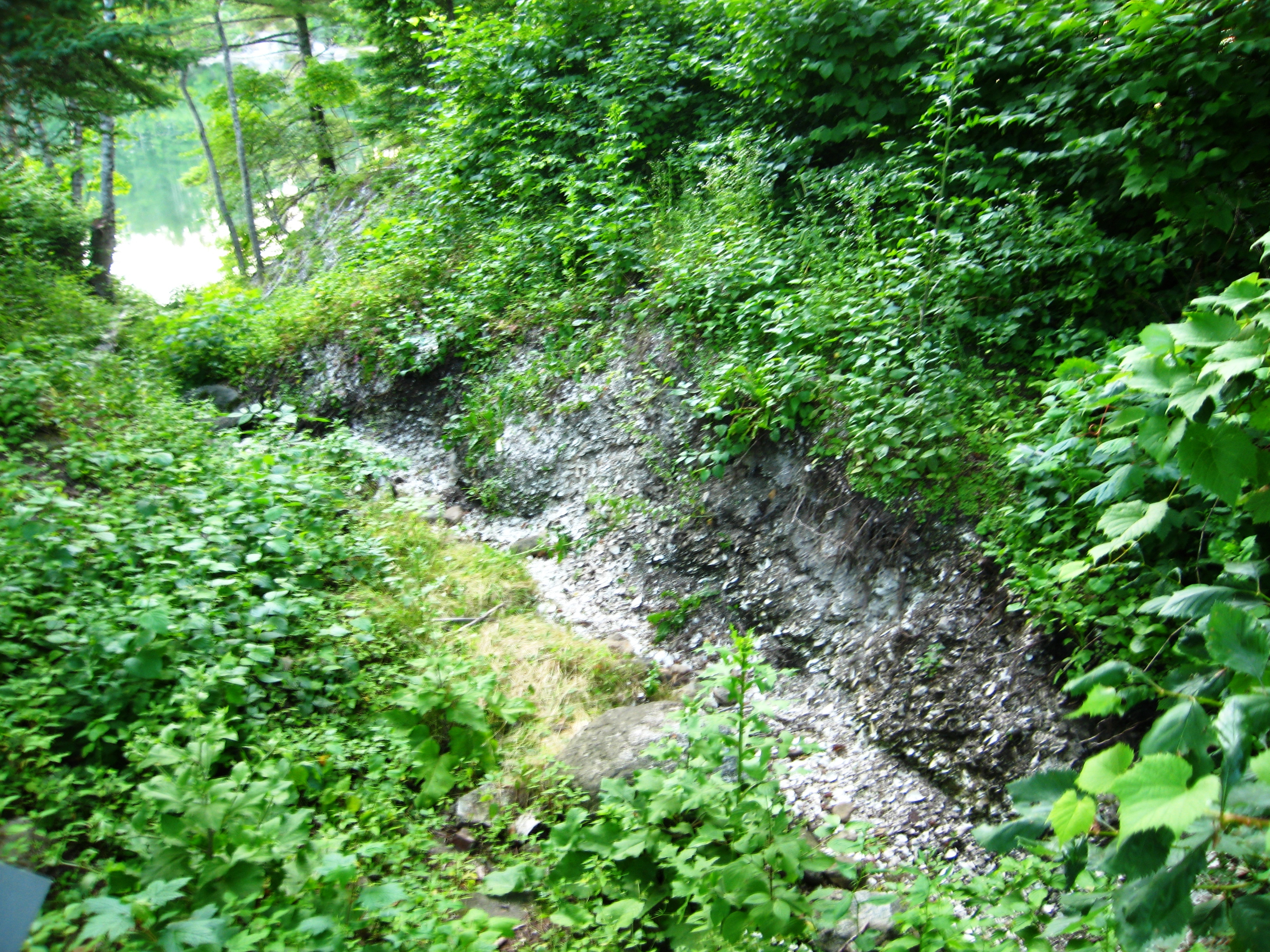
메인주의 웨일백 조개무지는 기원전 200년부터 기원후 1000년까지의 굴 채취로 인해 형성되었다.

조개 패총 또는 조개 더미는 주로 연체동물 껍데기로 이루어진 고고학적 유구이다. 덴마크어 køkkenmøddinger (복수형)는 야페투스 스텐스트루프가 조개 더미를 묘사하기 위해 처음 사용했으며 일부 연구자들은 계속 사용한다. 패총은 정의상 인간 활동의 잔해를 포함하며, 바람이나 조수에 의해 생성된 해변 언덕과 혼동해서는 안 된다. 일부 조개 패총은 가공 잔해이며, 수산 자원이 수확 직후 그리고 먼 곳에서 사용하거나 저장하기 전에 직접 가공되던 지역이다.
일부 조개 패총은 지정된 마을 쓰레기장으로서 마을과 직접 관련이 있다. 다른 패총에서는 재료가 마을의 주택과 직접 관련되어 있다. 각 가구는 쓰레기를 집 바로 밖에 버리곤 했다. 모든 경우에, 조개 패총은 극도로 복잡하며 완전하고 정확하게 발굴하기가 매우 어렵다. 먹거나 가공된 음식에 대한 상세한 기록과 많은 석기 및 가정용품 파편이 포함되어 있다는 사실은 그들을 고고학 연구의 귀중한 대상으로 만든다.
조개껍데기는 탄산 칼슘 함량이 높아 패총을 알칼리성으로 만드는 경향이 있다. 이는 토양 산도로 인한 일반적인 부패 속도를 늦춰, 고고학자들이 발견할 수 있는 상대적으로 높은 비율의 유기물(음식 잔해, 유기 도구, 의류, 인골)을 남긴다.
에드워드 실베스터 모스는 1877년 일본 도쿄의 오모리 패총에서 첫 고고학 발굴 중 하나를 수행했으며, 이는 "노끈 무늬"로 묘사되는 도기 양식의 발견으로 이어졌고, 이 양식의 도기가 생산되던 일본 역사의 초기 시대를 지칭하는 데 사용된 "조몬"으로 번역되었다.

### 사례

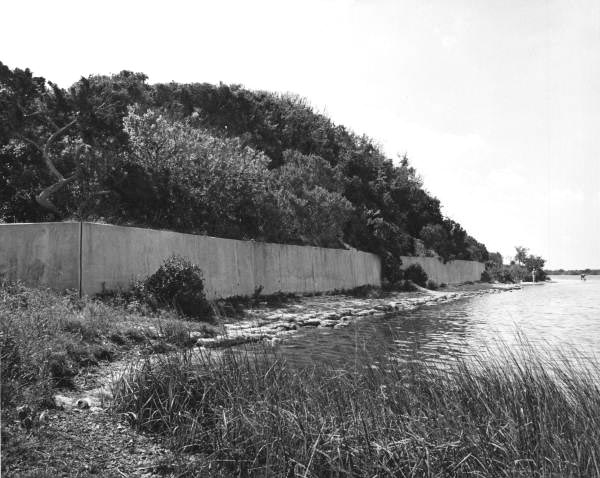
플로리다주의 터틀 마운드 패총은 미국 동해안에서 가장 크다.

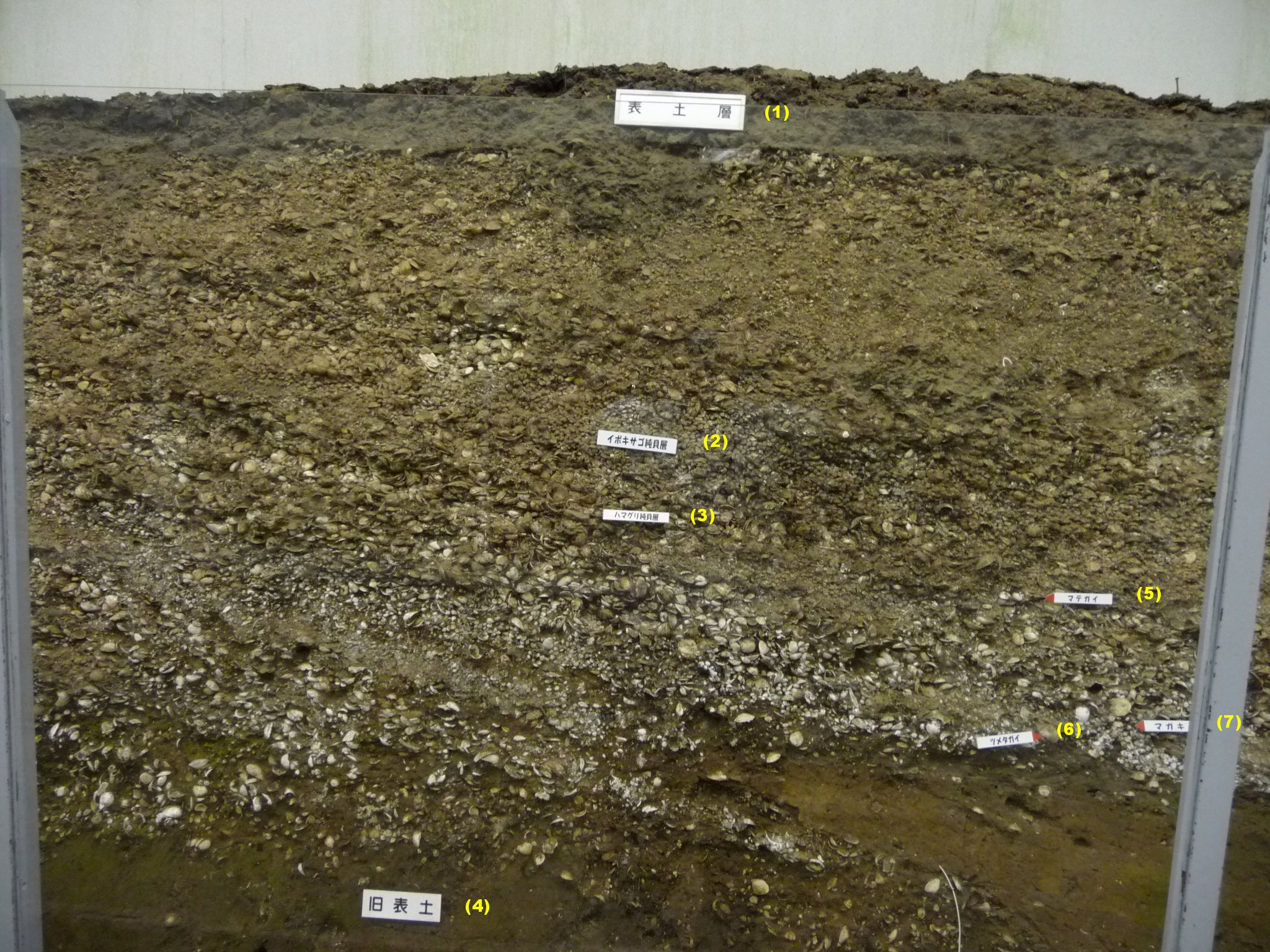
일본 지바현 지바시의 가소리 패총의 패총

패총은 전 세계의 해안 또는 호숫가 지역에서 발견된다. 대부분 연체동물 껍데기로 구성되어 있으며, 유목 집단이나 수렵대가 먹은 식사의 폐기물로 해석된다. 일부는 소수의 개인이 식사한 것과 관련된 작은 예이며, 다른 일부는 길이가 수 미터에 달하고 폭도 넓으며 수 세기 동안의 조개껍데기 퇴적을 나타낸다. 브라질에서는 삼바키스(sambaquis)로 알려져 있으며, 기원전 6천년부터 유럽 식민지화 시작까지 오랜 기간 동안 형성되었다.
유럽 패총은 주로 대서양 연안과 덴마크에서 발견되며, 주로 기원전 5천년(에르테뵐레 문화 및 초기 누두형 비커 문화]])에 해당하며, 초기 신석기화 과정(토기, 곡물, 가축)의 흔적을 포함한다. 더 젊은 패총은 라트비아(빗살무늬 토기와 관련), 스웨덴(파낸 무늬 토기와 관련), 네덜란드(새끼줄 무늬 토기와 관련), 슐레스비히홀슈타인주(후기 신석기 시대 및 철기 시대)에서 발견된다. 이 모든 예는 공동체가 혼합 농업 및 수렵/채집 경제를 실행했던 곳이다.
2025년, IIT 간디나가르 연구원들은 인도 쿠치구에서 패총 유적지를 발굴하여 하라파인들이 도착하기 최소 5천 년 전에 그곳에 수렵채집 공동체가 살았음을 밝혀냈다. 이러한 유적지들은 버려진 조개껍데기와 석기 도구들을 통해 초기 해안 공동체들이 맹그로브 환경에 적응하고 해양 자원에 의존했음을 보여준다. 이 발견은 쿠치의 도시화가 전적으로 신드주의 외부 영향에 의해 이루어졌다는 생각을 뒤집고, 점진적이고 지역에 뿌리내린 문화적 진화를 시사한다.
캐나다 서해안에는 길이가 1.0 km 이상이고 깊이가 수 미터에 달하는 패총이 있다. 브리티시컬럼비아주 나무의 패총은 깊이가 9.0 m 이상이며 10,000년 이상의 지속적인 점유를 아우른다.
오스트레일리아 원주민이 오스트레일리아 해안 지역에 조성한 패총은 오늘날에도 존재한다. 패총은 이전 점유의 증거를 제공하며 일반적으로 광업 및 기타 개발로부터 보호된다. 패총인지 해변 언덕인지 결정할 때는 주의를 기울여야 한다. 태즈메이니아 프레이시넷 반도에는 파도 작용이 현재 산불 잔해에서 나온 숯과 다양한 조개껍데기를 섞어 높은 물 표면 위로 폭풍이 퇴적시키는 덩어리를 형성하는 좋은 예가 있다. 퀸즐랜드 북부의 와이파 근처에 있는 조개 언덕은 대부분 2.0 m 미만이지만 최대 10 m까지 높고 수십 미터 길이에 달하며 패총으로 주장되지만, 실제로는 둥지 언덕을 짓는 새들이 재가공한 조개 해안선(해변 능선)이다. 일부 패총은 드림타임과 관련된 신성한 장소로 간주되기도 하는데, 아넘랜드의 부라라족의 안바라 집단의 패총이 그 예이다.
올론족과 코스트 미워크족은 샌프란시스코 만 지역에 425개가 넘는 조개무지를 건설했다. 이 무지는 다음과 같이 사용되었다.
- 매장지
- 의식 장소
- 살아있는 공동 묘지
- 기도 장소

이 무지들은 수천 년에 걸쳐 건설되었다. 그것들은 종종 건설, 채굴 또는 농업 중에 우연히 발견되었다.
만 지역에서 가장 큰 무지 중 일부는 다음과 같다.
- 에머리빌 쉘마운드: 오클랜드와 버클리 사이에 위치한 이 무지는 높이 18 m, 지름 107 m로 추정되었다. 1924년에 철거되었다.
- 후이추인: 버클리에 위치한 이 무지는 높이 6.1 m였으며 샌프란시스코 만 해안에 첫 인류 정착지가 있던 곳이다.
- 웨스트 버클리와 엘리스 랜딩: 이 무지는 지름이 거의 200 m에 달했고 해안선 위로 9 m 솟아 있었다.[11]

조개무지는 열대 활엽수림 지대 형성에도 기여한 것으로 알려져 있으며, 플로리다주의 오터 마운드 보호구역이 한 예이다. 이곳에서는 칼루사족 원주민의 조개 퇴적물이 다른 대규모 수역에 비해 홍수가 없는 높은 지역을 제공했다.
패총이 의식적 건축 또는 의례적 중요성을 지닌 장소로 사용되었을 가능성도 있다. 숲지대 시대의 크리스털 리버 유적지는 이러한 현상의 한 예시를 제공한다.
일부 조개무지는 조개 고리라고 알려져 있으며, 명확한 중심부가 있는 원형 또는 열린 아치형이다. 일본과 미국 남동부에서 많이 알려져 있으며, 남아메리카에서도 적어도 하나가 알려져 있다.

## 어원 및 용법
영어단어 'midden'은 스칸디나비아어에서 중세 영어를 거쳐 유래되었다 (초기 스칸디나비아어; 덴마크어: mødding, 스웨덴 방언: mödding).
"midden"이라는 단어는 여전히 스코틀랜드에서 일상적으로 사용되며, 확장되어 혼란, 뒤죽박죽 또는 혼돈을 의미하는 모든 것을 지칭하게 되었다.
이 단어는 영국 농부들이 소나 다른 동물의 축사 거름이 모이는 장소를 묘사할 때 사용한다. 이 장소를 비로부터 보호하여 유출 및 오염을 방지하기 위해 때때로 보조금이 지급되기도 한다.

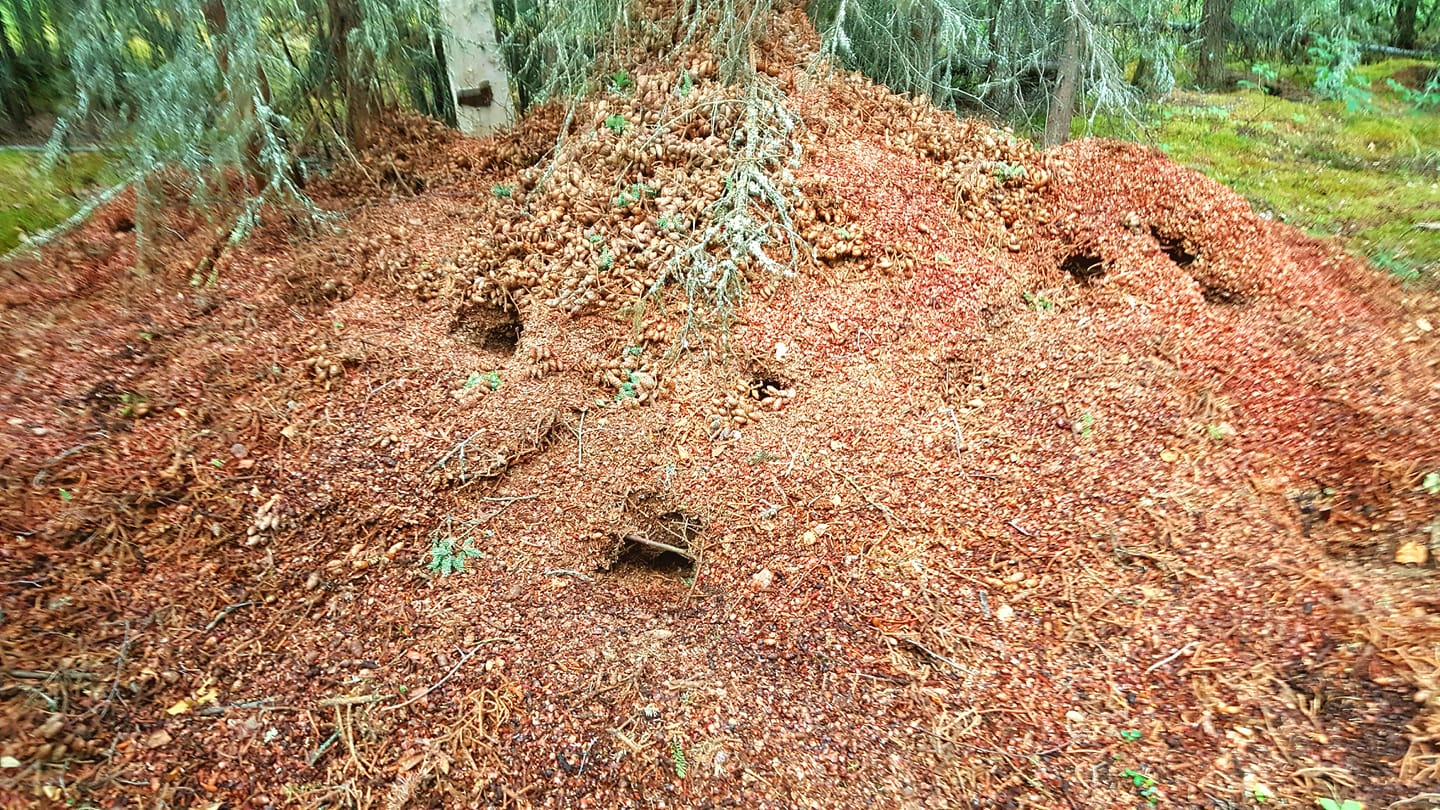
케나이 국립야생동물보호구역, 알래스카의 다람쥐 쓰레기 더미

동물 왕국에서는 일부 종들이 주로 먹이 저장을 위해 굴을 파는데, 이를 미든(midden)이라고도 한다. 예를 들어, 아메리카붉은다람쥐청서(Tamiasciurus hudsonicus)는 보통 각 영역에 하나의 큰 활동 중인 미든을 가지고 있으며, 비활동적인 보조 미든이 있을 수도 있다. 미든은 바위너구리와 같은 많은 포유동물들이 사용하는 정기적인 동물 화장실 지역 또는 똥무더기가 될 수 있으며, 이는 영역 표시 역할도 한다.
문어의 미든은 문어가 자신의 굴 입구를 숨기기 위해 쌓아놓은 잔해 더미이다. 문어 미든은 일반적으로 돌, 조개껍데기, 먹이의 뼈로 만들어지지만, 문어가 움직일 수 있는 모든 것을 포함할 수도 있다.

## 같이 보기
- 텔
- 쓰레기 매립지
- 분구묘